# Masahiro Endo
Masahiro Endo, född 15 augusti 1970 i Tokyo prefektur, Japan, är en japansk tidigare fotbollsspelare.